# Mediatype
Een mediatype, ook bekend als MIME-type of Content-Type is een tweedelig identificatieformat voor bestandsindelingen die via internet worden verzonden. De Internet Assigned Numbers Authority (IANA) is de officiële instantie voor de standaardisatie en publicatie van deze classificaties. Mediatypen werden oorspronkelijk gedefinieerd in RFC 2045 (MIME) Part One: Format of Internet Message Bodies (nov 1996) in november 1996 als onderdeel van de MIME-specificatie (Multipurpose Internet Mail Extensions), voor het aanduiden van het type e-mail en bijlagen; vandaar de oorspronkelijke naam, MIME-type. Mediatypen worden ook gebruikt door andere internetprotocollen zoals HTTP en documentbestandsindelingen zoals HTML, voor vergelijkbare doeleinden.

## Formaat
Een mediatype bestaat uit een type en een subtype, die verder zijn gestructureerd in een boomvorm. Een mediatype kan optioneel een achtervoegsel en parameters definiëren:
<type> / <subtype> + <achtervoegsel> ; <parameters>
Een voorbeeld van een mediatype van een htmlpagina zou er als volgt uit kunnen zien:
text/html; charset=UTF-8
Hierbij wordt als eerste aangegeven dat de inhoud van de te specificeren data tekstueel is, om vervolgens aan te geven dat de inhoud van de tekst de html specificatie volgt. Tot slot wordt er met een parameter aangegeven dat de inhoud geencodeerd is met karakterset UTF-8.
Met ingang van november 1996 waren de volgende typen geregistreerd: application, audio, image, message, multipart, text en video. In december 2020 werden daar font, example en model aan toegevoegd.
Wanneer de inhoud van de te versturen data onbekend is, ook wel "binary" genoemd, wordt vaak de volgens RFC 2046 gespecificeerde application/octet-stream gebruikt.

### Veelgebruikte voorbeelden
```
application/javascript
application/json
application/ld+json
application/msword
application/pdf
application/sql
application/vnd.api+json
application/vnd.ms-excel
application/vnd.ms-powerpoint
application/vnd.oasis.opendocument.text
application/vnd.openxmlformats-officedocument.presentationml.presentation
application/vnd.openxmlformats-officedocument.spreadsheetml.sheet
application/vnd.openxmlformats-officedocument.wordprocessingml.document
application/x-www-form-urlencoded
application/xml
application/zip
application/zstd (.zst)
audio/mpeg
audio/ogg
image/avif
image/jpeg (.jpg, .jpeg, .jfif, .pjpeg, .pjp) 
image/png
image/svg+xml (.svg)
multipart/form-data
text/css
text/csv
text/html
text/plain
text/xml
video/3gpp
video/mp4
video/quicktime
video/x-msvideo
video/

```